# Ceriscoides campanulata
Ceriscoides campanulata är en måreväxtart som först beskrevs av William Roxburgh, och fick sitt nu gällande namn av Deva D. Tirvengadum. Ceriscoides campanulata ingår i släktet Ceriscoides och familjen måreväxter. Inga underarter finns listade i Catalogue of Life.